# Linares (Kolumbia)
Linares – miasto znajdujące się w departamencie Nariño, w Kolumbii.
Jednym z produktów wytwarzanych w Linares jest Panela, którą otrzymuje się z trzciny cukrowej.

## Miasta partnerskie
Linares